# Florea Preda
Florea Preda este un fost senator român în legislatura 1996-2000 ales în județul Vaslui pe listele partidului PRM. În cadrul activității sale parlamentare, Florea Preda a fost membru în grupurile parlamentare de prietenie cu Republica Slovenia, Republica Arabă Siriană și Republica Venezuela. Florea Preda a inițiat 9 propuneri legislative. 